# Leonard Hill
Leonard Erskine Hill (* 2. Juni 1866 in Bruce Castle (Tottenham), England; † 30. März 1952 in Corton, Suffolk, England) war ein englischer Physiologe.

## Familie
Vorfahren Hills können bis ins frühe 18. Jahrhundert zurückverfolgt werden und waren meist bemerkenswert eigenwillige Persönlichkeiten mit unterschiedlichen Berufen.
Der Urgroßvater Thomas Wright Hill (1763–1851) war Leiter einer Schule in Birmingham, die er gekauft hatte. Er führte, von den Großonkeln Matthew (1792–1872) und Rowland sowie Hills Großvater Arthur (1798–1885) fortgesetzt, eines der revolutionärsten Erziehungskonzepte im damaligen England ein: antiautoritäre Erziehung ohne körperliches Bestrafungssystem. Matthew war später Mitglied des Parlaments und reformierte die Kriminalgesetzgebung. 1833 zog die Hill-Schule nach Bruce Castle, ein Jakobinisches Herrenhaus im Norden Londons, um.
Hills Vater, George Birkbeck Hill (1835–1903) leitete das mittlerweile berühmte Schulprojekt 17 Jahre lang, verkaufte es dann 1877 und widmete sich nur noch literarischen Studien. Sein ältester Sohn (Sir) Maurice (1862–1934) war Richter am obersten Gerichtshof, der Zweitälteste (Sir) Arthur Norman (1863–1944) erwarb sich Verdienste als Reeder, vor allem während des Ersten Weltkriegs.
Hill heiratete 1890 Janet (Alexander).

## Ausbildung und Beruf
Hill wollte ursprünglich Landwirt werden, seine Eltern bestimmten aber die Medizin als angemessenen Beruf und schickten ihn ins Haileybury College, wo er eine Grundausbildung erhielt, die insbesondere sein Talent für das Rugby-Spiel förderte. Da er die Aufnahmeprüfung in das Corpus Christi College (Oxford) wegen mangelnder Literaturkenntnis nicht bestand, immatrikulierte er sich 1885 am University College London. Hill wurde hier in die Biologieklasse des Zoologen Ray Lankester aufgenommen. Trotz fehlendem naturwissenschaftlichen Grundwissen konnte er sich aber in Chirurgie, Anatomie und Physiologie auszeichnen. Praktische ärztliche Erfahrung sammelte er im University College Hospital und erwarb 1890 die medizinische Grundqualifikation (M.B.). Ein Doktorat erhielt er erst 1931 (ehrenhalber: LL.D. Aberdeen).
Mittlerweile hatte sich Hill für die wissenschaftliche Forschung entschieden und begann bei Edward Albert Sharpey-Schafer, dem Nachfolger von John Scott Burdon-Sanderson, eine Lehrtätigkeit im physiologischen Fach. 1890 nahm er dann eine Assistentenstellung bei Burdon-Sanderson in Oxford an. Bereits 1891 kehrte er als Assistent wieder zur Universität London zurück. Seine Kollegen waren hier die Physiologen William Bayliss und John Rose Bradford (1863–1935). Ab 1895 hielt er die physiologische Hauptvorlesung am London Hospital. 1912 wurde hier ein Lehrstuhl für Physiologie eingerichtet, dem Hill vorstand. Am London Hospital begegnete er dem Bakteriologen William Bulloch (1868–1941), dem Anatomen Arthur Keith und dem Arzt Lord Dawson of Penn (1864–1945).
1914 verließ Hill das London Hospital und wurde zum Direktor der Abteilung für angewandte Physiologie des nationalen Instituts für medizinische Forschung ernannt. Während der Kriegszeit verpflichtete er sich jedoch zur Mitarbeit in Regierungsgremien, die sich mit Fragen der gesundheitlichen Gefährdung von Arbeitern in Munitionsfabriken, einer reduzierten Ernährung der Bevölkerung, der Ventilation von Schützengräben und medizinischen Problemen des Gaskriegs beschäftigten.
1930 zog sich Hill von der Arbeit im nationalen Forschungsinstitut zurück und wurde mit der Ritterwürde ausgezeichnet.

## Leistung
Leonard Hill war ein mit Fantasie, unkonventionellem Denken und sardonischem Humor begabter Wissenschaftler und Künstler.

### Hill als Physiologe
Er beschäftigte sich zunächst mit der Erforschung des Kreislaufsystems und entwickelte mit Harold L. Barnard (1868–1908) ein Blutdruckmessgerät (1897): ein Schlauchsystem mit angeschlossener Oberarmmanschette (4,5 cm breit), einer Luftpumpe und einem elastischen Metallmanometer, das die Abschätzung des arteriellen Drucks nach dem Kriterium der maximalen Oszillation ermöglicht. 1898 beschrieben Hill und Barnard ein extrem leichtes und kleines Taschensphygmometer, das für praktische Ärzte gedacht war.
Ab 1903 studierte Hill gemeinsam mit Macleod die Caisson-Krankheit (Taucher-Krankheit), schlug die kontinuierliche, langsame Dekompression zur Vermeidung exzessiver Stickstoffbildung vor (John Scott Haldane) führte später die sicherere Stufen-Dekompression ein). Die Atemfunktion und -physiologie (Hyperventilation, Einsatz von reinem Sauerstoff, Wirkung von Ozon u. a.) blieben ein Hauptforschungsgebiet Hills, das er zusammen mit Martin Flack (1882–1931) bearbeitete.
1911 berichteten Hill und A. Rowlands (* 1885) über eine starke Erhöhung des Blutdrucks (ca. 60–100 mmHg) an der Arteria femoralis im Vergleich zum Blutdruck im Bereich der Arteria brachialis. Dieses hämodynamische Phänomen zeigt sich bei Aorteninsuffizienz oder offenem Ductus arteriosus Botalli (Hill-Zeichen).
Das Studium und die Erforschung der Umwelt- und Lebensbedingungen des Menschen zu Hills Lieblingsthemen. Er entwickelte ein einfaches Messinstrument, mit dem Abkühlungseinflüsse der Umgebung (Sonneneinstrahlung, Verdunstung u. a.) beurteilt werden konnten („Katathermometer“). Er berührte dabei alle Fragen atmosphärischer Einwirkungen physikalisch-chemischer Natur auf das menschliche Atemsystem und schloss auf die damit assoziierten Atemwegserkrankungen.
1930 übernahm er die Leitung der Forschungsabteilung der St. John Clinic und des Instituts für physikalische Medizin, wo er therapeutische Effekte von UV- und Infrarot-Strahlung untersuchte.

### Hill als Künstler
Auch als Maler (Porträts und Stillleben in Öl-, Wasser- und Pastellfarben) war er so begabt, dass man daran dachte, drei seiner Bilder in die Sammlung der Tate Gallery aufzunehmen. Darüber hinaus besaß und sammelte er schon seit seiner Jugend Bilder der Präraffaeliten (z. B. Arthur Hughes). Durch seine Freundschaft mit japanischen Malern in London war er durch erfolgreiche Ausstellungen in Japan bekannter als in seiner Heimat. Außerdem schrieb er Geschichten und Märchen für seine Kinder, die später veröffentlicht wurden (The Scarecrow, The Monkey Moo Book).

## Werke
- The Physiology and Pathology of the Cerebral Circulation. London 1896
- A simple and accurate form of sphygmometer or arterial pressure gauge contrived for clinical use (mit H. L. Barnard). Br Med J 2 (1897) 904
- A simple pocket sphygmometer for estimating arterial pressure in man (mit H. L. Barnard). J Physiol 23 (1898) iv
- On the method of measuring the systolic pressure in man, and the accuracy of this method (mit M. Flack). Br Med J 1 (1909) 272
- Further advances in physiology. London 1909
- Systolic blood pressure: 1.: In change of posture, 2. In cases of aortic-regurgitation (mit R. A. Rowlands). Heart 3 (1911/12) 219
- Caisson Sickness and the Physiology of Work in Compressed Air. London 1912
- The Science of Ventilation and Open Air Treatment. 1919–1923
- The capillary blood-pressure. J Physiol (Proc) 54 (1920–1921) xxiv, xcii
- Health and Environment (mit A. Campbell). 1925